# Branch River (Wairau River)
Der Branch River ist ein Fluss im Marlborough District auf der Südinsel von Neuseeland.

## Geographie
Der Branch River entspringt rund 650 m südöstlich eines 2022 m hohen unbenannten Gipfels in den Gebirgszügen der Reglan Range. Der 43,3 km lange Fluss fließt in einer bevorzugten nordnordöstlichen Richtung, wobei er anfangs nach Nordosten mit einem Schwenk nach Norden fließt. Neben zahlreichen Streams besitzt der Fluss mit dem Leatham River einen einzigen rechten Nebenfluss. Der Branch River mündet als rechter Nebenfluss in den Wairau River.

## Branch River Track
An dem Zufluss des Leatham River zum Branch River beginnt von der Leatham Road aus eine Schotterpiste, die rechtsseitig des Flusses bis zur Greigs Hutt führt. Von dort aus beginnt dann der Branch River Track und verläuft linksseitig, später rechtsseitig des Flusses bis hinauf zu dem Branch Bivouac. Die Strecke des Wanderweges umfasst eine Länge von ca. 13 km.